# Technoblade
Technoblade（テクノブレード、1999年6月1日 - 2022年6月）は、アメリカ合衆国のYouTuber、ゲーム実況者。本名はAlexander（アレクサンダー）。Minecraftの動画やライブ配信、Dream SMPへの参加などで知られている。主にHypixelでのゲームプレイ動画を投稿していたが、PvPイベントでの優秀な成績から2020年にDream SMPへ招待され、人気を多く集めた。
2021年8月、Technobladeは自身のがん診断を発表した。治療は成功せず、2022年6月、ステージ4（末期）の肉腫で死亡した。これにより、MinecraftとYouTubeのコミュニティの両方で大きな話題となった。チャンネル登録者1100万人達成目前での出来事だった。

## インターネットでの経歴
2013年10月28日に最初の動画を投稿し活動を開始した。そのコンテンツは主にビデオゲームMinecraft、特にマルチプレイサーバーの一つであるHypixelに焦点を当てていた。2017年の動画では、Technobladeがハンドルコントローラーを使用して、Minecraftのハードコアモードでのプレイをクリアした。「The Great Potato War（大じゃがいも戦争）」と呼ばれる2019年に公開された一連の動画で、彼はHypixel内のミニゲームSkyblockで大量のジャガイモを集めて収穫数ゲーム内1位を取るまでの様子を紹介した。
2019年、Technobladeは海外のYouTuberであるKeemstarの企画「Minecraft Monday」大会で複数回優勝し、人気を更に高めた。Technobladeはまた、他のYouTuberと一緒にMC Championship（MCC）トーナメントに定期的に参加し、そのうちの2つを獲得した。Dot EsportsのCale Michael曰く、彼は特にプレイヤー対プレイヤーのイベントにおいて、最高のMinecraftプレイヤーの1人として広く認められていたという。
Technobladeは2020年に、多数の著名なMinecraftのYouTuberを紹介したDreamが運営するマルチプレイサーバーであるDream SMPのメンバーになる。加入後、このサーバー上で頻繁にコンテンツとライブ配信を作成し始めた。TechnobladeはDreamと友好的なライバル関係にあり、どちらも一般的に世界最高のMinecraftプレイヤーだと見なされていた。このライバル関係の一環として、MrBeastは賞金10万ドルをかけて一連のPvPの決闘を主催し、Technobladeが勝利した。
2021年9月、Technobladeはライブ配信を通じて、アメリカ肉腫財団に寄付するための30万ドル以上を調達し、2時間以内に25万ドルの目標を達成した。
2022年6月に亡くなる頃には、Technobladeのチャンネル登録者数は1080万人おり、死後の2022年8月には1500万人の登録者数に達した。

## 私生活
Technobladeは1999年6月1日に生まれ、カリフォルニア州サンフランシスコに住んでいた。彼はADHDを患っていることが知られていた。2018年の動画で、彼は英語学を専攻するために大学に通い始めたものの、Minecraftのために中退したことを明らかにした。その後、デイリー・アイオワン紙は、Technobladeが2018年から2019年までの1年間、クリエイティブ・ライティングを学ぶためにアイオワ大学に通っていたと報じた。
Technobladeは一貫して、彼と彼の家族のプライバシーを維持するために個人的な問い合わせやインタビューを避けていたが、動画内で私生活について話し合うこともあった。彼の死後、家族はインタビューを拒否し続けた。2016年、Technobladeは自分の名前が「Dave」であると発言し、これは、彼の死の発表後に彼の名前がAlexander（アレクサンダー）であることが明らかとなるまで、彼の本名として一般に受け入れられていた。

## がんの診断と死亡
2021年に公開された動画で、Technobladeは8月に右腕の痛みと肩のこぶに気づいた後病院で癌と診断されたことを明らかにし、それに応ずるように、Dreamは約2万ドルを癌研究に寄付した。化学療法と放射線療法を受けたものの成功せず、腕を切断する必要がある可能性があると専門医から告げられたものの、2021年12月に受けた手術で手足の温存に成功した。病は免疫不全に関連していたため、彼のファンにフェイスマスクを着用し、COVID-19の予防接種を受けるように勧めた。
2022年6月30日午後9時29分（東部夏時間）、「so long nerds」というタイトルの動画がTechnobladeのYouTubeチャンネルに投稿され、彼の父親がTechnobladeは癌で亡くなったことを発表した。父親は、亡くなる8時間前に本人によって書かれたメッセージを読み上げ、動画から得た収益はアメリカ肉腫財団と兄弟の大学教育に寄付されると述べた。動画は母親からのメッセージで締めくくられた。Technobladeは本来自身で動画を作成する予定だったが、状態の悪化により不可能であった。この動画にはザ・キラーズの曲「Exitlude」が含まれる予定だったが、著作権上の懸念から中止された。
Technobladeは彼の癌の具体的な種類については詳しく述べなかったものの、彼は生前にYouTubeでのキャリアを通じてアメリカ肉腫財団のために50万ドルを集金していた。いくつかのメディアは転移性の肉腫で死亡したと報告し、その後財団側から認められた。
2022年9月20日、アメリカ肉腫財団により、Technobladeが肩の痛みを伴うしこりを検査した際に、種類不明のステージ4の肉腫（「胸部検査で両肺への転移が判明」）と診断されたことが明らかになった。

### 反応
彼の訃報は、その日のうちにYouTubeのトレンド動画のトップになり、Twitterでもトレンドの話題となった。この動画は、数日間トレンド入りし続け、最初の24時間で3000万再生を超えた。2022年8月末までに、この動画は8000万回以上再生され、800万以上「高評価」されており、Technobladeのチャンネルで最も視聴され、最も「高評価」された動画となった。このビデオは8,700万回再生され、2022年のYouTubeでトップのトレンド動画となった。Technobladeの死後、2022年8月にチャンネル登録者数が1500万人に達した。
DreamやDream SMPの他のメンバーらは、オンラインで彼に対する哀悼の意、サポート、賞賛を表明した。Hypixelの共同創設者であるサイモン・コリンズ・ラフラムとビジネス界の大物イーロン・マスクも同様の感情を表明した。YouTubeの公式Twitterでも、動画の公開後、彼の家族、友人、ファンに向けたメッセージをツイートした。Minecraftの公式Twitterアカウントも哀悼の意を表した。Polygonは、Technobladeを「Minecraftで最も有名な人物の一人」と表現した。
ニューヨーク・タイムズとのインタビューで、Hypixelの主任管理者であるDon Piresoは、Technobladeの家族は、彼の死に関して、動画で共有されていること以上のコメントを提供しないと述べた。Hypixelチームはまたサーバー内に、ゲーム内のアイテムを使用してTechnobladeの家族にメッセージを送れるシステムを構築した。2022年8月までファンがゲーム内の本と羽ペンのアイテムを使用して1ページのメッセージを書くことができるようになっており、2022年4月時点で37.7万通ものメッセージが書き込まれている。これらは22巻にわたって印刷され、2022年11月にHypixel StudiosのCEOであるNoxyによってファンが作成した大量のアートワーク、油絵、Technobladeをテーマにしたコスプレのかぶり物とともにTechnobladeの家族に届けられた。
2022年7月2日、Mojang StudiosはMinecraft: Java Editionのランチャーの画像を変更し、Technobladeのトレードマークをもじって、豚の頭に王冠を載せた。これは1か月後に削除された。またMojangは「Technoblade never die!（Technobladeは決して死なない）」をMinecraftのメインメニューに表示されるテキスト文に追加した。ニューヨーク・タイムズへの電子メールの中で、Mojang StudiosはTechnobladeが「善の源の代名詞になった」とのコメントを添えた。
2022年9月28日、アメリカ肉腫財団はTechnobladeの「肉腫診断における強さと忍耐力」を称えて、Technobladeの家族にSFA勇気賞を授与した。
TechnobladeのYouTubeチャンネルの開設から9年後の2022年10月28日、YouTubeは、Technobladeの9周年を記念して「Technoblade Never Dies」というタイトルの8分間の動画を公式チャンネルに投稿した。また、YouTubeは、6月の彼の死以来、タイトルに同じキャッチフレーズが含まれた新しい動画が毎日平均300本投稿されたことを明らかにした。同日、Technobladeが参加した最後の動画と思われる動画がMrBeastによって投稿された。
2023年6月23日、DreamはTechnobladeを追悼して4曲目となる「Until I End Up Dead」を発表した。彼は2023年8月26日に同じく彼を偲んで「Until I End Up Dead」とは別のビデオ「The Duel」を公開した。
2023年7月、サブレディットr/placeの実験でTechnobladeのアートワークが作成された。